# Президентские выборы в Армении (2003)
Президентские выборы в Армении 2003 года состоялись в Армении 19 февраля и 5 марта 2003 года. Ни один кандидат не получил большинства голосов в первом туре выборов, второй раунд прошел и Кочарян победил Степана Демирчян с более 67 % голосов. Однако и оппозиция, и международные наблюдатели заявили, что на выборах были замечены фальсификации выборов и оппозиция не признала результаты выборов.

## Начало выборов
Роберт Кочарян был избран президентом в 1998 году, победив Карена Демирчяна. Выборы были проведены, когда Левон Тер-Петросян был вынужден уйти с поста президента в результате политического кризиса: президент согласовал с Азербайджаном план урегулирования нагорно-карабахского конфликта, но министры армянского правительства, в том числе Кочарян, категоически отказались принять эту договорённость.
7 августа 2002 года Центральная избирательная комиссия Армении объявила, что президентские выборы состоятся 19 февраля 2003 года.
Президент Кочарян уже заявил, что он будет переизбираться и оппозиционные партии попытались согласовать единого кандидата, чтобы противостоять ему, но безуспешно. Бывший президент Левон Тер-Петросян тоже подумывал баллотироваться на выборах, но в конце концов решил не баллотироваться.

## Первый тур
15 человек заявили, что будут участвовать в выборах, но только 9 кандидатов участвовалии в первом туре президентских выборов. Кочарян говорил про экономический рост во время его президентства и получил поддержку ряда политических партий, в то время как его кампания велась министр обороны Серж Саркисян. Основным оппонентом был Степан Демирчян, лидер Народной партии Армении, сын Карена Демирчяна, бывшего Советского лидера Армении и спикера в парламенте Армении, который был убит в 1999 году. Другой ведущий кандидат был Арташес Гегамян бывший мэр Еревана, от национального единства партии.
Опросы общественного мнения в преддверии выборов показали, что Президент Кочарян, как вероятно, получит 50 %, необходимых для того, чтобы избежать второго тура. Первые результаты показали победу Кочаряна, но окончательные результаты первого тура показали, что будет второй тур,, это был первый раз, когда действующему президент из СНГ не удалось победить в первом туре выборов.
Прозрачные избирательные урны были использованы, чтобы попытаться минимизировать фальсификации на выборах. Однако организация по безопасности и сотрудничеству в Европе (ОБСЕ), которая направила 200 наблюдателей для наблюдения за выборами, написала, что это «не соответствует международным стандартам по ряду ключевых аспектов». Оппозиционные наблюдатели на избирательных участках сообщили, что вброс бюллетеней состоялся.

## Второй тур
Некоторые сторонники оппозиции призвали Демирчяна к бойкоту второго тура, но, несмотря на участие в акциях протеста после первого тура он решил принять участие в выборах. Большинство оппозиционных партий сплотились вокруг Демирчяна в выборах и на телевидениипрошли дебаты между двумя кандидатами. Кочарян был переизбран.

## Результаты
| Кандидат                                                           | Участник                            | Первый раунд | Первый раунд | Второй тур | Второй тур |
| Кандидат                                                           | Участник                            | Голосов      | %            | Голосов    | %          |
| ------------------------------------------------------------------ | ----------------------------------- | ------------ | ------------ | ---------- | ---------- |
| Роберт Кочарян                                                     | Независимый кандидат                | 710 674      | 49,48        | 1 044 591  | 67,45      |
| Степан Демирчян                                                    | Народная партия Армении             | 399 757      | 28,22        | 504 011    | 32,55      |
| Арташес Гегамян                                                    | Национальное Единство               | 250 145      | 17,66        |            |            |
| Арам Карапетян                                                     | Независимый кандидат                | 41 795       | 2,95         |            |            |
| Вазген Манукян                                                     | Национально-Демократический Союз    | 12 904       | 0,91         |            |            |
| Рубен Авагян                                                       | Единая Партия Армян                 | 5788         | 0,41         |            |            |
| Арам Саркисян                                                      | Демократическая партия Армении      | 3034         | 0,21         |            |            |
| Гарник Маргарян                                                    | Родина и честь                      | 1272         | 0,09         |            |            |
| Арам Арутюнян                                                      | Партия «Национальное Согласие»      | 854          | 0,06         |            |            |
| Недействительные/пустые голоса                                     | Недействительные/пустые голоса      | 37 276       |              |            |            |
| 14 469                                                             |                                     |              |              |            |            |
| Общая                                                              | Общая                               | 1 463 499    | 100          | 1 563 071  | 100        |
| Зарегистрированных избирателей/явка                                | Зарегистрированных избирателей/явка | 2 315 410    | 63,21        | 2 331 507  | 67,04      |
| Источник: МФИС Архивная копия от 20 ноября 2016 на Wayback Machine |                                     |              |              |            |            |